# Заступник керівника космічних операцій США
Заступник керівника космічних операцій США або віцекерівник космічних операцій США (англ. Vice Chief of Space Operations, VCSO) — друга в ієрархії Космічних сил США військова посадова особа в ранзі чотиризіркового генерала, яка є головним та безпосереднім заступником керівника космічних операцій у системі Міністерства Повітряних сил США.

## Список заступників керівника космічних операцій
| № | Заступник керівника                        | Фото | Початок повноважень | Закінчення повноважень | Прим. |
| - | ------------------------------------------ | ---- | ------------------- | ---------------------- | ----- |
| 1 | генерал Девід Томпсон (нар.1963)           |      | 2 жовтня 2020       | 15 вересня 2023        |       |
| - | генерал-лейтенант Філіп Гаррант (нар.1969) |      | 15 вересня 2023     | 21 грудня 2023         |       |
| 2 | генерал Майкл Гетлайн (22 листопада 1967)  |      | 21 грудня 2023      | в посаді               |       |